# Гал Гадот
Гал Гадот (на иврит: גל גדות‎) е израелска актриса и модел. Най-известна е с ролята си на Жизел Яшар в поредицата „Бързи и яростни“ и като Жената чудо в Разширената вселена на Ди Си. Тя участва и в предстоящият филм на Дисни „Снежанка“ който ще излезе на 21 март 2025, и там играе като Злата Кралица.

## Живот и творчество
Родена е на 30 април 1985 г. в Петах Тиква, Рош Хааин или Тел Авив, Израел. На 18-годишна възраст печели конкурса Мис Израел и участва в Мис Вселена 2004. След конкурса получава много предложения за участия във филми, както и за реклами от израелски (Elite, Super-Pharm) и европейски компании (La Perla Lingerie, Arena, Danza, Esprit). След това служи задължителните две години в израелската армия, като фитнес инструктор. Нейна снимка е публикувана на първата страница на New York Post.
На 28 септември 2008 г. сключва брак с бизнесмена Ярон Варсано. Имат четири дъщери – Алма, родена през 2011 г., Мая, родена през 2017 г., Даниела, родена през юни 2021 г. и Ори, родена през 2024 г.
През 2020 г. Forbes класира Гадот като третата най-високоплатена актриса в света с годишна печалба от 31,5 милиона долара. На 11 октомври 2020 г. беше потвърдено, че Гадот се събира отново с режисьора на Wonder Woman Пати Дженкинс за Клеопатра, епичен филм, съсредоточен върху Клеопатра, продуциран от Парамаунт Пикчърс. По-късно Дженкинс се премести да продуцира проекта, като Кари Скогланд ще режисира. През декември Гадот беше избрана в шпионски трилър Heart of Stone.

## Филмография

### Филми
- „Бърз и яростен“ (2009)
- „Луда нощ“ (2010)
- „Истинска измама“ (2010)
- „Бързи и яростни 5: Удар в Рио“ (2011)
- „Бързи и яростни 6“ (2013)
- „Код: 999“ (2016)
- „Батман срещу Супермен: Зората на справедливостта“ (2016)
- „Престъпник“ (2016)
- „Жената чудо“ (2017)
- „Лигата на справедливостта“ (2017)
- „Жената чудо 1984“ (2020)
- ,,Red Notice'' (2021)
- Снежанка (2025)

### Сериали
- „Антураж“ (2009)
- „The Beautiful Life“ (2009)